# Patinação artística nos Jogos Olímpicos de Inverno de 1988
Resultados das competições de patinação artística nos Jogos Olímpicos de Inverno de 1988 realizadas em Calgary, Canadá.

## Medalhistas
| Evento                        | Ouro                                                  | Prata                                                 | Bronze                                        |
| ----------------------------- | ----------------------------------------------------- | ----------------------------------------------------- | --------------------------------------------- |
| Individual masculino detalhes | Brian Boitano USA Estados Unidos                      | Brian Orser CAN Canadá                                | Viktor Petrenko URS União Soviética           |
| Individual feminino detalhes  | Katarina Witt GDR Alemanha Oriental                   | Elizabeth Manley CAN Canadá                           | Debi Thomas USA Estados Unidos                |
| Duplas detalhes               | Ekaterina Gordeeva Sergei Grinkov URS União Soviética | Elena Valova Oleg Vasiliev URS União Soviética        | Jill Watson Peter Oppegard USA Estados Unidos |
| Dança no gelo detalhes        | Natalya Bestemianova Andrei Bukin URS União Soviética | Marina Klimova Sergei Ponomarenko URS União Soviética | Tracy Wilson Robert McCall CAN Canadá         |

## Quadro de medalhas

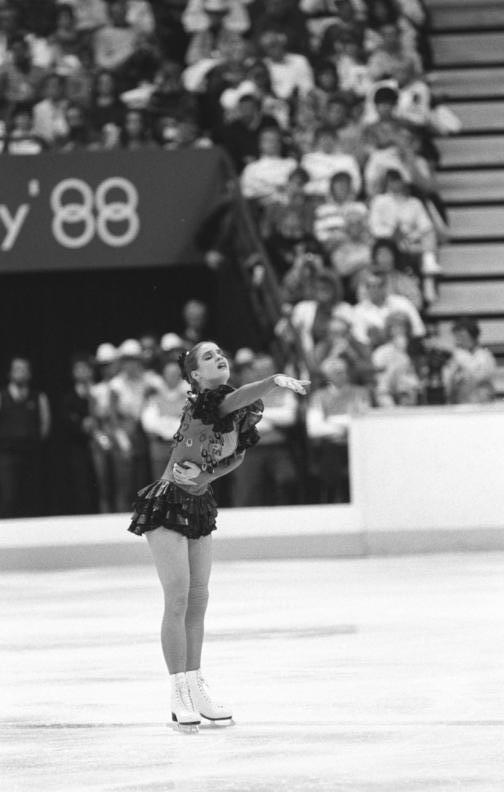
Katarina Witt conquistou a medalha de ouro no individual feminino.

| Ordem | País                  | Medalha de ouro | Medalha de prata | Medalha de bronze |   | Ordem por total |
| ----- | --------------------- | --------------- | ---------------- | ----------------- | - | --------------- |
| 1     | URS União Soviética   | 2               | 2                | 1                 | 5 | 1               |
| 2     | USA Estados Unidos    | 1               |                  | 2                 | 3 | 2               |
| 3     | GDR Alemanha Oriental | 1               |                  |                   | 1 | 4               |
| 4     | CAN Canadá            |                 | 2                | 1                 | 3 | 2               |